# Rauvolfia mannii
Espèce
Rauvolfia mannii est une espèce de plantes à fleur de la famille des Apocynaceae originaire des régions tropicales. On la trouve notamment au Liberia.
Son épithète spécifique mannii rend hommage au botaniste allemand Gustav Mann.

## Synonymes
- Rauvolfia liberiensis Stapf
- Rauvolfia longiacuminata De Wild. & T.Durand
- Rauvolfia obscura K.Schum.